# Dvory nad Lužnicí
Dvory nad Lužnicí – wieś i gmina w Czechach, w powiecie Jindřichův Hradec, w kraju południowoczeskim. Według danych z dnia 1 stycznia 2014 liczyła 328 mieszkańców.
W miejscowości jest przystanek kolejowy Dvory nad Lužnicí.